# Pink Super Kids
Pink Super Kids (транскр.  Пинк супер кидс) српска је телевизијска мрежа покренута 20. априла 2015. године као део портфолија групације Pink Media Group. Седиште мреже се налази на адреси Незнаног јунака 1, Београд.
- Пепа Прасе (3-4. сезона)
- Двориштванце (3-4. сезона)
- Мој мали пони: Пријатељство је магија (1-4. сезона)
- Галактички фудбал (3. сезона)
- Улица Сезам
- Дигимон фузија
- Попајеве нове авантуре
- Поко
- Супершпијунке (6. сезона)
- Ноди у земљи играчака
- Покојо
- Меде медењаци
  - Меде медењаци и Рођаци
- Хамф
- Калимеро
- Фиш и Чипс
- Догстар
- Сали Боливуд
- Томас и другари (старе епизоде)
- Кероро, поручник жабац (1. сезона)
- Штене Клифорд
- Сендокаи шампиони
- Сребрни мустанг
- Волтрон
- Пингу
- Ендијеве праисторијске пустоловине
- Југио: 5D's
- Том и чаробно дрво
- Страшне приче за плашљиву децу
- Мрљице
- Атомик Бети
- Пчелице
- Чаплин и компанија
- Баскеташи
- Сид генијалац
- Питоми зверињак
- Фантастична четворка
- Са Бо у авантури
- Џони Тест
- Октонаути
- Клоин ормарић
- Дружина мјау-мјау
- Питоми зверињак
- Стики Мајмунолики
- Анђелина Балерина
- Страшне приче за плашљиву децу
- Касперова школа страве
- У ритму срца
- Краљ диносауруса
- Вива Пињата
- Пчелица Маја
- Фрифоникси
- Екскалибур
- Спајдер Рајдери
- Генијалац Сид
- Скајленд
- Воз диносауруса
- Јагодица Бобица (1. сезона)
- Јагодица Бобица: Бобичанствене авантуре
- Беново и Холино мало краљевство
- Књига смрти
- Страшни Лери
- Папирманија
- Ајрон Мен: Оклопне авантуре
- Приче о животињама
- Тара Данкан
- Болтс и Блип
- Мали меда Чарли
- Кенгури Кошаркаши
- Мери-Кејт и Ешли у акцији
- Хипернаути
- Ебнијеве и Тилине пустоловине
- Био једном један свемир
- Била једном једна земља
- Створења из смешљиве шуме
- Па Па летимо
- Роузин свет
- Магична породица (1. сезона)
- Стари Том
- Рале, лав галамџија
- Каиџудо
- Сфера
- Погађајте са Чађом
- Ђоле
- Несташни духови
- Авантуре Чака и пријатеља
- Лига супер злоћа
- Анђеоски пријатељи
- КаЗЗЗкадери
- Авантуре Ширли Холмс
- Еџмонт
- К3
- Хајди
- Вик Викинг
- Мајк Витез
- Пакмен и авантуре са духовима
- Оли
- Боби и бил
- Анималија
- Мумухуг
- Френина стопала
- Двориштванце
- Ти добри блесавћи
- Лулу
- Животињска фарма
- Анимиране бајке света
- Мали принц
- Механичка дружина
- Смрда фу
- Плави змај
- Летећи љубимци
- Ози Бу
- Чарли и Мимо
- Рале - лав галамџија
- Снупи
- Божичне приче
- Жлабац (1. сезона)
- Чупаве приче
- Свет Речи
- Хероји града
- Боми и Пријатељи
- Лупдиду (2. сезона)
- Поло
- Нико уме да плеше
- Бети Буп
- Рони, Оли, Рони!
- Квантум Рајко
- Легенда о Енју
- Супермен
- Жизел и зелена екипа
- Конзерве
- Плим Плим
- Миа и ја
- Скаут на сафарију
- Макс Стил
- Фантастична четворка: Највећи јунаци света
- Блејз и чудовишне машине
- Иза камере